# 1187
Високе Середньовіччя •  Золота доба ісламу •  Реконкіста •  Хрестові походи •  Київська Русь

## Геополітична ситуація
Ісаак II Ангел очолоє Візантію (до 1195). Фрідріх Барбаросса є імператором Священної Римської імперії (до 1190). Філіп II Август править у Франції (до 1223).
Апеннінський півострів розділений: північ належить Священній Римській імперії, середню частину займає Папська область, більша частина півдня належить Сицилійському королівству. Деякі міста півночі: Венеція, Піза, Генуя тощо, мають статус міст-республік, частина з яких об'єднана Ломбардською лігою.
Південь Піренейського півострова в руках у маврів. Північну частину півострова займають християнські Кастилія, Леон (Астурія, Галісія), Наварра, Арагонське королівство (Арагон, Барселона) та Португалія. Королем Англії є Генріх II Плантагенет (до 1189), королем Данії — Кнуд VI (до 1202).
У Києві княжить Святослав Всеволодович (до 1194). Володимир Ярославич почав княжити в Галичі (до 1189), Ярослав Всеволодович княжить у Чернігові (до 1198), Всеволод Велике Гніздо у Володимирі-на-Клязмі (до 1212). Новгородська республіка та Володимиро-Суздальське князівство фактично відокремилися від Русі. У Польщі період роздробленості. На чолі королівства Угорщина стоїть Бела III (до 1196).
В Єгипті, Сирії та Палестині править династія Аюбідів, невеликі території на Близькому Сході утримують хрестоносці.
У Магрибі панують Альмохади. Сельджуки окупували Персію та Малу Азію. Хорезм став наймогутнішою державою Середньої Азії. Гуриди контролюють Афганістан та Північну Індію. У Китаї співіснують держава ханців, де править династія Сун, держава чжурчженів, де править династія Цзінь, та держава тангутів Західна Ся. На півдні Індії домінує Чола. В Японії розпочався період Камакура.

## Події
- Помер галицький князь Ярослав Осмомисл. Він заповів князівство своєму молодшому сину Олегу, але галицькі бояри прогнали Олега й запросили до Галича старшого сина старого князя Володимира.
- Успішний похід південноруських князів на половців.
- Вперше в літописі згадується назва «Україна»[1].
- Створення «Слова о полку Ігоревім». (можлива дата)
- Завоювання Єрусалиму мусульманами:
  - Султан Єгипту на Сирії Салах ад-Дін проголосив священну війну проти хрестоносців.
  - 1 травня мусульмани отримали перемогу над тамплієрами й госпітальєрами в битві при Крессоні.
  - 4 липня, у битві при Хаттіні (північна Палестина), єгипетський султан розбив військо короля Єрусалиму Гі де Лузіньяна.
  - 6 жовтня Салах ад-Дін захопив Єрусалим.
  - У листопаді почалася облога Тіра, однак Конраду Монферратському вдалося відстояти місто.
- Розпочався понтифікат Григорія VIII. Новий папа буллою Audita tremendi закликав до Третього хрестового походу.
- Після смерті Григорія VIII папою римським обрано Климента III.
- Візантійський імператор Ісаак II Ангел повернув венеціанціям торговельні привілеї.
- Візантійське військо зазнало поразки від союзників повсталих болгар половців.
- Відновилася війна в Франції між французьким королем Філіпом II Августом та англійським монархом Генріхом II Плантагенетом.
- Хорезм-шахи взяли Нішапур.

## Народились
- 5 вересня — Людовик VIII, французький король (1223—1226) з династії Капетингів.

## Виноски
1. ↑  Стлб. 653:8, 663:31–33. // ПСРЛ. — Т. 2. Ипатьевская летопись. — СПб., 1908. — Стлб. 652—673. [Архівовано 1 лютого 2021 у Wayback Machine.] — Ізборник.